# 어승생오름
어승생오름(御乘生岳)은 대한민국 제주특별자치도 제주시 해안동 산 220-13에 위치한 측화산이다. 높이는 1,169m로 제주도 기생화산 중에서 큰 산체를 갖고 있다. 정상에는 둘레 약 250m 가량의 원형 화구호가 있으며, 남서쪽에 외도천 상류, 동쪽에 도근천 상류를 끼고 있다.

## 위치
제주특별자치도 제주시 해안동과 노형동의 남쪽 한라산 지역에 위치한 측화산으로 정상에는 둘레 약 250m 가량의 원형 화구호가 있으며, 남서쪽에 외도천 상류, 동쪽에 도근천 상류를 끼고 있는데 꼬마 한라산이라 불릴 정도로 한라산 등산로 중 가장 완만한 산행길로 가족 단위의 나들이에 좋은 어리목 입구에서 연결되는 오름이다.
한라산의 능선으로 착각하기 쉬우나 높이 1,169m로 단일 분화구를 가지는 오름 중에서 가장 높다. 날씨의 영향으로 등반이 제한되는 경우가 많은 한라산을 대신하여 제주의 전경을 즐기기 위한 한 시간 가량의 가벼운 등산코스로 인기가 높다. 특히 북서쪽으로 제주의 식수를 공급하는 수원지가 넓게 자리하고 있다.

## 전망대
어승생악은 제주시 남쪽에 있는 측화산으로, 표고(1,169m)와 비고(350m) 모두 높아 주변에서 쉽게 확인된다. 등산로가 잘 정비되어 있어, 어리목휴게소에서 정상까지 30분이면 오를 수 있다. 정상에는 비가 오면 물이 고이는 분화구가 있고, 전망대가 조성되어 있다. 또한 정상 부근에는 토치카와 동굴진지가 있는데, 이것들은 태평양전쟁 말기인 1945년 미군의 일본 본토 진입을 막기 위한 방어선의 일환으로 일본군이 구축한 시설물들이다.

## 전해오는 이야기
어승생오름은 제주의 특산물로 조선시대 이름 높았던 말 중 가장 뛰어난 명마가 탄생하여 ‘임금이 타는 말’이라 하여 ‘어승마’(御乘馬)라고 불렀다고 하기도 하고 ‘임금님에게 바치는 말’이란 의미의 ‘어승생’이란 이름을 가지게 되었다고 전해지는데 『탐라지』에 '어승생악(御乘生岳)'이라 표기했고, "제주성 남쪽 25리에 있다. 산 정상에 못이 있는데, 둘레가 100보다. 예로부터 이오름 아래에서 임금이 타는 말이 났기 때문이 이런 이름이 생겼다고 한다"는 기록으로 전해지고 있다.
어승생오름 동북쪽 골짜기에는 골머리오름이 있다. 한라산 아흔아홉골의 첫머리에 해당하는 가장 서쪽의 오름이다. 오름의 산체는 자연림으로 덮여 있어서 산형이 뚜렷하지 않지만 북사면은 급경사로 이루어져 있다.
『탐라지』에 '동산(洞山)'으로 표기했는데, "제주성 남쪽 25리에 있다. 모두 아흔아홉골이다."라고 했다. 『대동지지』(제주)에도 '동산(洞山)'이라 기재했다. 『탐라지도병서』에 '곡두(谷頭)', 『제주삼읍도총지도』에는 '골두(骨頭)'라고 수록했다. 모두 '골머리'를 한자로 표기한 것이다. 골머리가 있는 아흔아홉골은 원래 백개의 골짜기였는데, 백성들이 두려워하던 맹수들을 모아 없애면서 골짜기 하나가 사라져 아흔아홉개가 되었다는 전설이 전해진다.

## 같이 보기
- 제주 어승생악 일제 동굴진지
- 한라산
- 측화산
- 윗세오름